# Curt Tallroth
Kurt August Tallroth född 11 maj 1920 i Harbo församling, Västmanlands län, död 16 november 2001 i Harbo församling, Västmanlands län, var en nyckelharps-, fiol- och klarinettspelman från Harbo, Uppland.
Tallroth växte upp i den nu övergivna byn Ransta, Uppland i en familj med tolv syskon. Familjen var mycket musikalisk och utöver Curt kom även tre av hans syskon att bli spelmän. Han kom tidigt i kontakt med spelmannen August Bohlin som bodde i Harbo under 1920-talet och han lärde sig många av hans låtar. Tallroth blev även riksspelman. Curt Tallroth är släkt med Roger Tallroth.

## Diskografi
- 1980 – Leif Alpsjö och Kurt Tallroth spelar upplandslåtar (EMMA LP 1).[4]

- 1981 – Gubbskivan Spelkväll i Göksby (EMMA LP 3).[5]

- 1998 – Örsprång (DROCD012).[6]

- 1998 – Bohlins barnbarn Med Curt Tallroth (AWCD-26).[7]